# ニンキナンカ
ニンキナンカ（Ninki Nanka）は、ガンビア共和国のキエン・ウエスト国立公園の沼地にて目撃された水棲の未確認生物（UMA）である。

## 概要
初めて目撃が確認されたのは2003年、ガンビアのキエン・ウエスト国立公園の沼地で当時、自然保護官を務めていた男性が巨大な怪物を目撃した。
目撃されたこの怪物はニンキナンカと呼ばれ、現地の言葉で「悪魔の竜」という意味である。
姿形はその名の通り竜のような容姿をしており、一説には炎を吐いたり、翼を持っているとされるが、現地に伝わる伝承にはニンキナンカを目撃してしまった者は病気を患い、数週間の間に死んでしまうと恐れられている。
余談だが、このニンキナンカを目撃してしまった男性はイスラム教の聖者からある植物の実を食べたため、病を患うことなく生き延びることができたといわれる。
2006年7月、イギリスの動物学者であるリチャード・フリーマンを始めとする未知動物研究チームがニンキナンカの調査を開始したが、ニンキナンカが生息しているという確たる証拠はなかった。
調査を終了したフリーマンは「実際に存在するかどうかは疑わしい」と語った。

## 特徴
- 体長（推定）10-50m
- 外見は角を生やした馬のような頭にワニまたはヘビのような長い胴体を持ち、鱗を生やしているとされる[1]。

## 正体
- ワニの誤認。
- 新種のオオトカゲ。